# جيوفري شيبرد
جيوفري شيبرد (بالإنجليزية: Geoffrey Shepherd)‏ هو إحصائي أمريكي، ولد في 1898، وتوفي في 1984.